# 雷紋

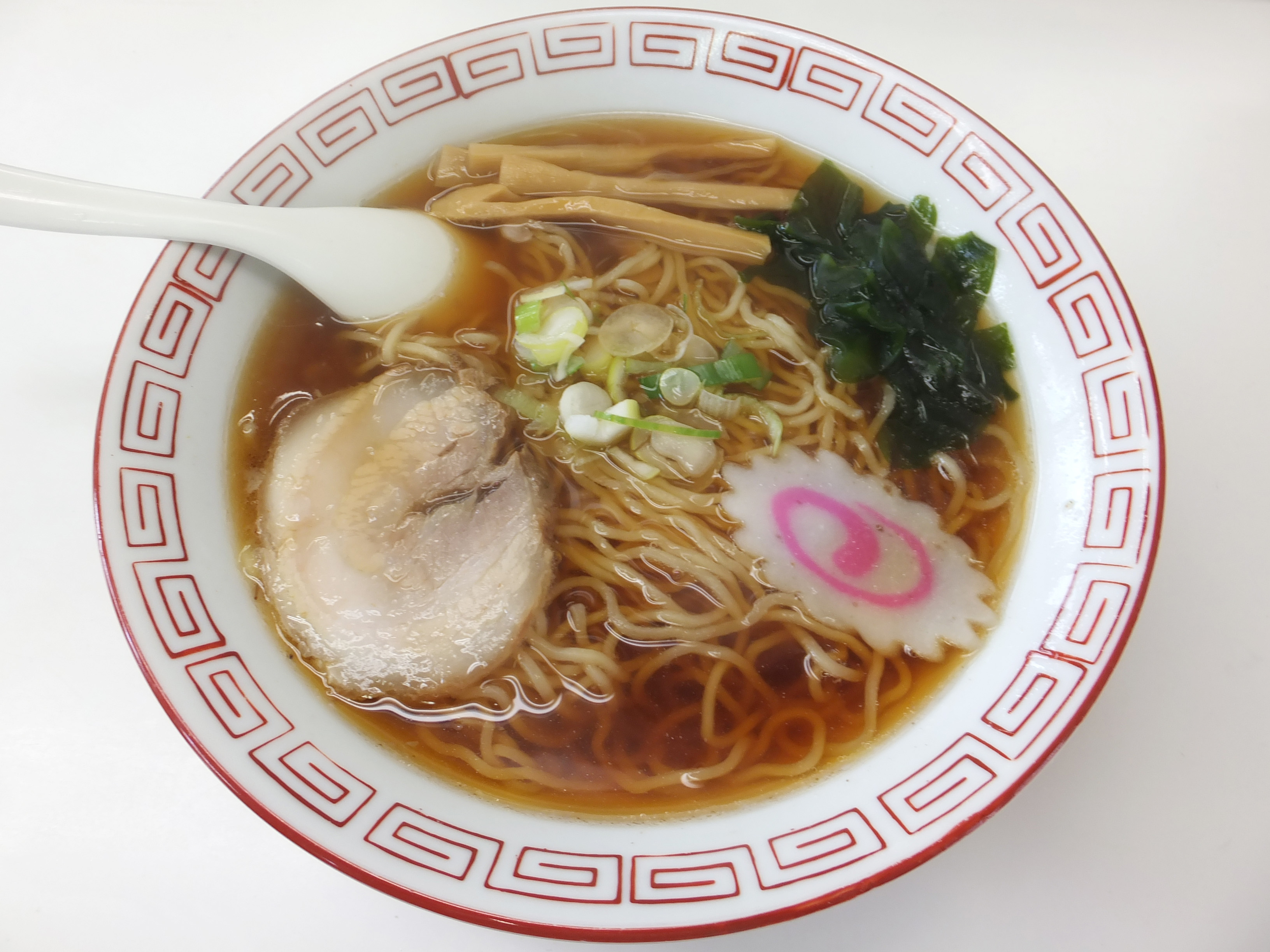
ラーメン鉢の縁を飾る雷紋

雷紋（らいもん）とは、模様（幾何学模様）の一種である。
雷文や回紋、稲妻紋ともいう。

## 概要
雷紋は、直線がつぎつぎと曲折していく幾何学的模様で、中国では3千年以上の昔から青銅器陶器、漆器、金工、木彫、建築などに用いられている。組み合わせたり、重ねたり、電光をなかにはさんだりして用いられることもある。万物、田畑を潤す雷雨を表す紋様のため、豊作、吉祥の象徴と考えられている。

## 使用例
- 中国殷周の青銅器
- 家紋
  - 公家の山科家の代表紋。
  - 武家では備中岡田藩の伊東氏などが用いた。
- 古九谷絵皿
- 古伊万里絵皿
- 竜切手 - 日本で最初に発行された郵便切手

- ラーメンの丼の内側の装飾[1] - 合羽橋にある陶器専門店・小松屋の二代目・清太郎が大正末期に「雷紋」を図案化し、丼に施したとされる。

- 団体の徽章
  - 横浜市交通局
  - 宇治川電気
  - 京福電気鉄道

横浜市交通局（旧 横浜市電気局）の徽章
宇治川電気の社紋
京福電気鉄道（旧 京都電燈）の社章